# Limnius volckmari
Limnius volckmari är en skalbaggsart som först beskrevs av Georg Wolfgang Franz Panzer 1793.  Limnius volckmari ingår i släktet Limnius, och familjen bäckbaggar. Arten är reproducerande i Sverige.